# Benedictinas de la Divina Providencia
La Congregación de Hermanas Benedictinas de la Divina Providencia (oficialmente en latín: Congregationis Sororum Benedictinarum a Divina Providentia; cooficialmente en italiano: Congregazione delle Suore Benedettine della Divina Provvidenza) es una congregación religiosa católica femenina de vida apostólica y de derecho pontificio, fundada por las hermanas Maria y Giustina Schiapparoli, en Voghera (Italia), en 1849. A las religiosas de este instituto se les conoce como Benedictinas de la Divina Providencia cuyo nombre proviene de San Benito, AbadIglesia católica, padre y protector de la congregación, sin embargo, no se pueden confundir con la familia benedictina de Benito de Nursia. Sus miembros posponen a sus nombres las siglas B.D.P.

## Historia
El instituto hunde sus raíces en la Congregación de Hermanas Benedictinas de la Providencia, por obra de la religiosa italiana Benedetta Cambiagio Frassinello, quien había fundado un orfanato intitulado a la Divina Providencia, en la ciudad de Génova, en 1838. En ese mismo lugar, trabajaron las hermanas Maria e Giustina Schiapparoli. Sin embargo, estas regresaron a su tierra natal, Voghera, en donde, en 1849, fundaron un instituto similar al de Cambiagio y se constituyó en congregación religiosa de derecho diocesano (1850), dedicada al servicio de las jóvenes abandonadas del pueblo. El 20 de febrero de 1936, el instituto recibió la aprobación pontificia y el reconocimiento definitivo de sus constituciones en 1943.

## Organización
La Congregación de Hermanas Benedictinas de la Divina Providencia es un instituto religioso pontificio centralizado, cuyo gobierno es ejercido por la superiora general, elegida para un periodo de seis años, que se pueden repetir. A ella le coadyuva un consejo de cuatro religiosas. La sede central se encuentra en Roma.
Las benedictinas se dedican a la educación y formación cristiana de la juventud, especialmente de los niños y jóvenes más necesitados, su espiritualidad se basa en el ora et labora de la Regla de san Benito y visten un hábito de color azul celeste. En 2015, el instituto contaba con unas 340 religiosas y 73 conventos, presentes en Albania, Bolivia, Brasil, Guinea Bissau, Kenia, India, Italia, México, Paraguay y Rumanía.